# Клан Глен
Клан Глен (шотл. — Clan Glen) — один з кланів рівнинної частини Шотландії - Лоуленду. Володіли землями в шотландському Прикордонні - на кордоні з Англією. На сьогодні клан не має визнаного герольдами Шотландії вождя, тому називається «кланом зброєносців». 
Гасло клану: Alta Pete — Висока мета (гельск.)

## Історія клану Глен
Назва клану Глен походить від земель Глен Траквайр, що в Піблсширі. Але замок, яким володіли вожді клану Глен був побудований кланом Теннант (шотл. — Clan Tennant), вожді якого потім отримали титул лорд Гленконнер (шотл. — Lord Glenconner). 
Колбан дель Глен (шотл. — Colban del Glen) отримав від короля Шотландії землі і титул у 1328 році. У тому ж році король Шотландії Роберт І Брюс дарував Колбану дель Глен землі Квілт (шотл. — Quilte) та посаду шерифа Піблс.  
У 1329 та у 1332 році Роджер де Глен отримав під королівської казни кошти за службу на землях Піблс та Сконе. 
Дункан де Глен згадується в грамотах 1368 року, Джон де Глен згадується в грамотах 1377 року щодо земель Лонгневтон. Інший Джон де Глен згадується в грамотах щодо земель Мікані, що у Файфі у 1386 році.  
Маргарет де Глен згадується в королівських грамотах щодо земель Харлоу, що належали Вольеру Огілві з Лунтрахіну в 1420 році. Томас де Глен отримав грамоту, що гарантувала його безпеку під час перебування в Англії в 1422 році. Вільям де Глен - зброєносець згадується в грамотах щодо земель Пейслі у 1452 році.